# Luftnahunterstützung

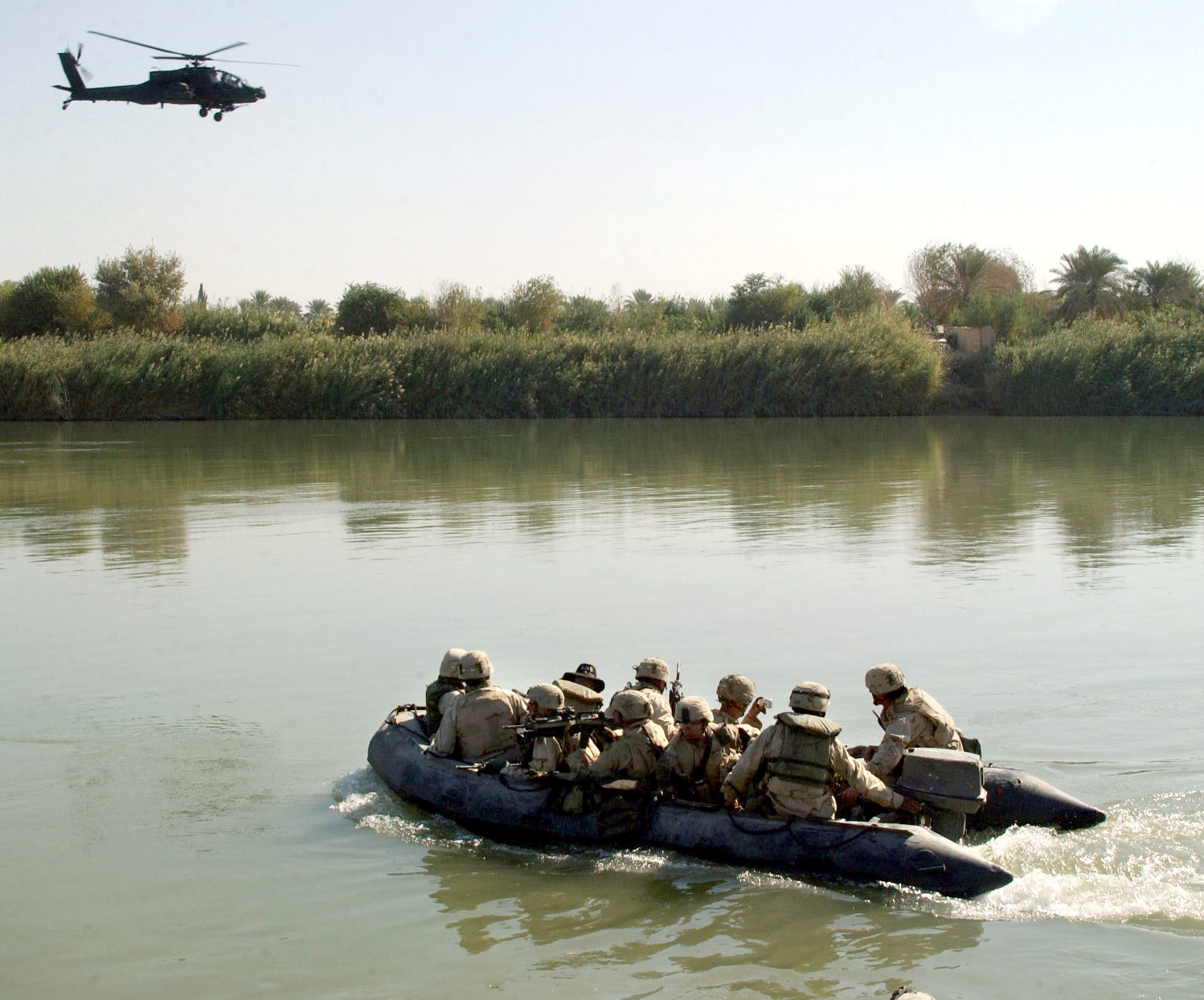
Luftnahunterstützung einer Patrouille US-amerikanischer Soldaten im Irakkrieg

Luftnahunterstützung (englisch close air support, CAS), auch nahe Luftunterstützung oder Erdkampfunterstützung, bezeichnet im Militärwesen taktische Einsätze von Kampfflugzeugen (oder auch Hubschraubern) zur direkten Unterstützung eigener Kräfte am Boden – troops in contact. Um einen verzugslosen Einsatz zu ermöglichen, werden die Flugzeuge meist mit einer Standardbeladung an Waffen bereitgehalten. Selten kommen Bomber (auch Tarnkappenbomber) zum Einsatz. Luftnahunterstützung wird grundsätzlich durch einen Forward Air Controller (FAC) geleitet.

## Geschichte

### Erster Weltkrieg
Der Einsatz von Flugzeugen zur Luftnahunterstützung hat seinen Ursprung im Ersten Weltkrieg, dem ersten nennenswerten Einsatz von Luftfahrzeugen zur Kriegführung überhaupt. Der anfängliche Abwurf kleiner 25-Pfund-Bomben hatte weniger eine taktische als vielmehr eine psychologische Wirkung. Im Gegensatz zur Artillerie sind Flugzeuge ein sichtbarer Gegner, der für feindliche Truppen eine direkte Bedrohung darstellt und den eigenen Truppen die Gewissheit vermittelt, dass ihre Vorgesetzten sich mit ihrer Lage befassen.
Obwohl kombinierte Luft-Boden-Einsätze erst zum Ende des Ersten Weltkrieges gelangen, beinhalteten viele erfolgreiche Angriffe zwischen 1917 und 1918 bereits die Koordination zwischen Luft- und Landstreitkräften.

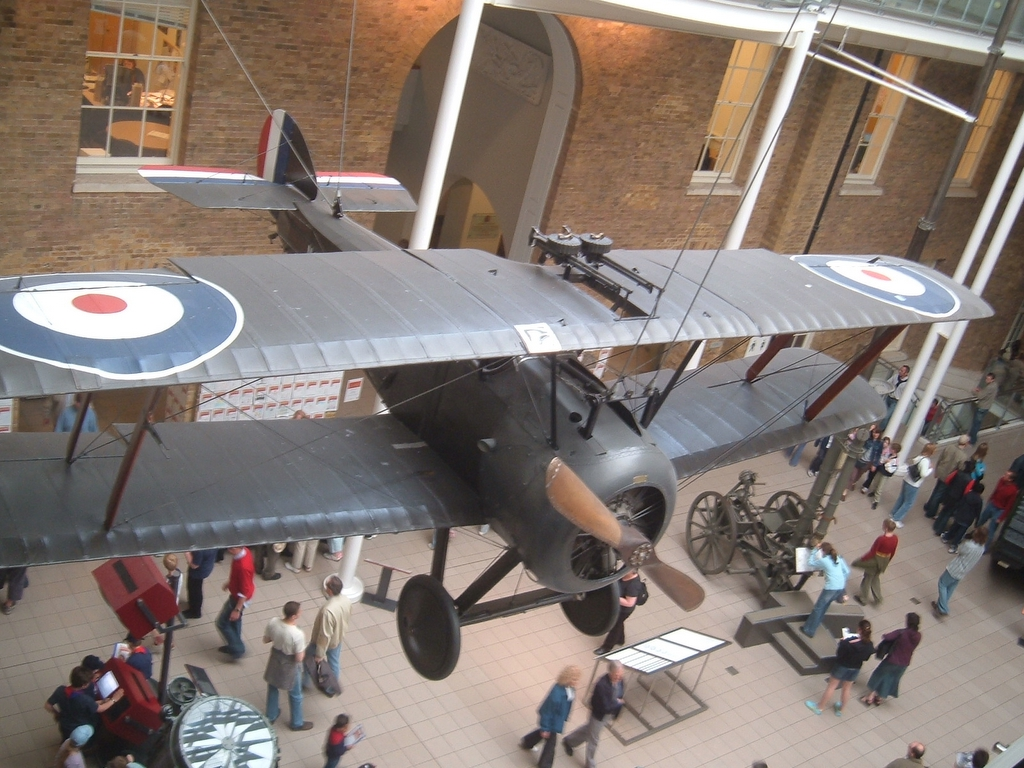
Sopwith 2F.1 (Marineversion)

Das Royal Flying Corps und der United States Army Air Service betrachteten die Luftnahunterstützung als einen zusätzlichen Auftrag für ihre vorhandenen Flugzeuge, wie der S.E. 5a und der Sopwith F.1 Camel, und entwickelten bis wenige Monate vor Kriegsende keine dafür spezialisierten Einheiten oder Ausrüstung. Da es den anglo-amerikanischen Piloten an speziellem Training fehlte und ihre Flugzeuge verhältnismäßig anfällig für Beschuss waren, erlitten sie beim Überfliegen feindlicher Stellungen in niedrigen Höhen hohe Verluste. So verlor z. B. die No. 80 Squadron der RAF 75 % ihrer Flugzeuge in den letzten 10 Monaten des Krieges.
Im Gegensatz dazu entwickelten die Deutschen und Franzosen spezielle Taktiken, Schulungen und Formationen für die Luftnahunterstützung. Die deutsche Luftwaffe modifizierte die Junkers J.I zur Sicherung gegen leichtes Handwaffenfeuer durch zusätzliche Panzerung am Cockpit. Im Frühjahr 1918 verfügte das Deutsche Reich bereits über 18 spezialisierte Schlachtstaffeln für die Bombardierung und den Beschuss feindlicher Truppen in Höhen unterhalb von 200 Fuß.

### Zwischenkriegszeit 1918–1939
Während der Zwischenkriegszeit kristallisierten sich unterschiedliche Sichtweisen über die Rolle von Luftstreitkräften in der Kriegführung heraus. Piloten und Bodenoffiziere entwickelten gegensätzliche Ansichten über die Wichtigkeit von Luftnahunterstützung, welche die Grundlage für die Einsätze des 20. Jahrhunderts bildeten. Während dieser Phase kam es zu einer Vielzahl von Konflikten, hauptsächlich dem Spanischen Bürgerkrieg und dem Zweiten Japanisch-Chinesischen Krieg, auf deren Erfahrungen die später am Zweiten Weltkrieg beteiligten Staaten ihre Strategie aufbauten.
Piloten bevorzugten eine generelle Unabhängigkeit vom Heer, die eine Integration in die Landstreitkräfte ausschloss und die Flugzeuge als eigenständige Streitkraft operieren ließ. Sie sahen Luftnahunterstützung als schwierigste und ineffizienteste Form der Luftkriegführung, da derartige Einsätze zum einen die Identifikation und Unterscheidung der eigenen und feindlichen Streitkräfte erfordert, und zum anderen angegriffene Bodenziele sich verteilen und tarnen, was die Effektivität solcher Angriffe verringert. Ferner können derartige Aufträge ebenfalls von der Artillerie ausgeführt werden, wohingegen Luftüberlegenheit eine einzigartige Fähigkeit darstellt.
Bodenoffiziere argumentierten dagegen, dass Artillerie ausreichend verfügbar und die Flexibilität von Flugzeugen eher für konzentriertes Feuer an kritischen Punkten geeignet sei, auch im Hinblick auf den psychologischen Effekt für eigene und feindliche Truppen. Im Gegensatz zu massivem Artilleriefeuer können die relativ kleinen Luftbomben die Bewegungsfähigkeit des Gegners hingegen kaum beeinträchtigen.

### Zweiter Weltkrieg
Der Zweite Weltkrieg markierte den Wendepunkt bei der Integration von Luftstreitkräften in die kombinierte Kriegführung. Obwohl die deutsche Wehrmacht mit der Luftwaffe hierbei führend war, hatten bis Kriegsende alle kriegführenden Parteien effektive Luft-Boden-Kampftechniken entwickelt.
Luftwaffe
Aufgrund seiner zentralkontinentalen Lage und der Absicht zu offensiven Operationen konnte Deutschland die Notwendigkeit für Luftnahkampfunterstützung nicht ignorieren. In gemeinsamen Übungen mit Schweden machten die Deutschen 1934 erste Erfahrung mit der Taktik der Sturzkampfbombardierung, welche eine größere Präzision erzielte und der Flugabwehr den Beschuss der angreifenden Flugzeuge erschwerte.

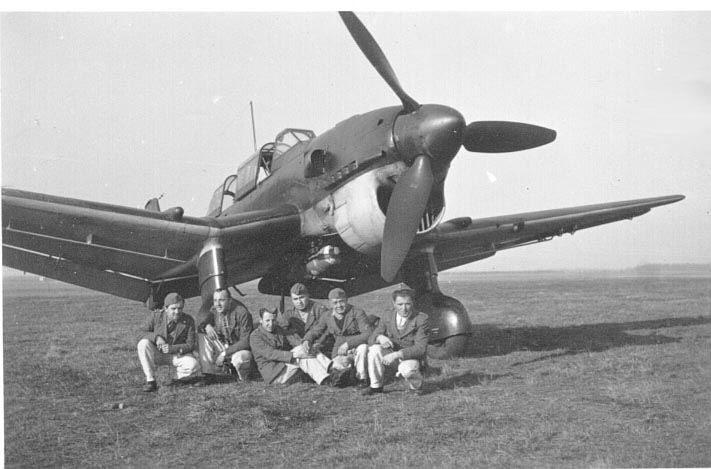
Junkers Ju 87

Der Chef der deutschen Luftwaffenentwicklung, Generalluftzeugmeister Ernst Udet, initiierte auf Grundlage dieser Erfahrungen die Ausschreibung eines der US-amerikanischen Curtiss Hawk II vergleichbaren Sturzkampfflugzeuges (Stuka). Das Ergebnis dieser Ausschreibung war die Indienststellung der Junkers Ju 87. Die Erfahrungen aus dem Spanischen Bürgerkrieg führten 1938 zur Aufstellung von fünf Erdkampfeinheiten, von denen vier mit Stukas ausgerüstet waren. Die Luftwaffe passte ihre Wehrbeschaffung den Fortschritten in der Luft-Boden-Koordination an. General Wolfram von Richthofen organisierte Detachements der Luftwaffe, welche direkt den Bodeneinheiten unterstellt waren und deren Anforderungen nach Luftunterstützung weiterleiteten, jedoch nicht für die Feuerleitung der Luftstreitkräfte ausgebildet waren.
Diese Vorbereitungen konnten sich beim Überfall auf Polen 1939 noch nicht beweisen, da sich die Luftwaffe bei der Operation „Fall Weiss“ auf die Gefechtsfeldabriegelung konzentrierte und der Luftnahunterstützung wenig Aufmerksamkeit schenkte. Die Wirksamkeit des taktischen Luftkriegs zeigte sich dann bei der Überquerung der Maas während des Westfeldzugs 1940. General Heinz Guderian, einer der Entwickler des Gefechts der verbundenen Waffen und des Blitzkriegs, hielt den dauerhaften Beschuss der französischen Verteidigungslinien durch Erdkampfflugzeuge für den besten Schutz für die übersetzenden Bodentruppen.
Obwohl nur wenige Geschütze getroffen wurden, hielt der dauerhafte Luftangriff die Franzosen unter Beschuss und verhinderte die Besetzung ihrer Waffen. Der psychologische Effekt der Sturzkampfflugzeuge mit ihren furchterregenden Sirenen (Jericho-Trompeten) war unverhältnismäßig größer als deren tatsächliche Zerstörungskraft. Das Vertrauen in die Luftunterstützung und deren Vorzug gegenüber der Artillerie vereinfachte die logistische Unterstützung bei dem Vormarsch durch die Ardennen. Obwohl es einige Schwierigkeiten bei der Koordination der Luftstreitkräfte mit den rasch voranschreitenden Bodentruppen gab, bewies die Wehrmacht ihre taktische Überlegenheit gegenüber den britischen und französischen Verteidigern. Später an der Ostfront nutzte die Wehrmacht sichtbare Bodensignale, um die Richtung und den Abstand von feindlichen Einheiten für die Luftwaffe zu markieren.
Abgesehen von diesen Fähigkeiten war auch die deutsche Luftnahunterstützung nicht ohne Probleme und litt unter den gleichen Missverständnissen und Rivalitäten zwischen den Truppengattungen wie die Streitkräfte anderer Nationen. So verzichtete etwa Panzerkommandeur Heinz Guderian auf dem Höhepunkt der Maas-Offensive auf die Umsetzung seiner Pläne zur Luftnahunterstützung und forderte stattdessen Bombardements von mittelschweren Bombern an, was einen Stopp der Bodenoffensive bis zum Ende der Bombardierung erfordert hätte. Der Befehl wurde jedoch zu spät erteilt, um ausgeführt zu werden, so dass der ursprünglich mit Guderian abgestimmte Plan von der Luftwaffenführung erfolgreich umgesetzt wurde.
Alliierte
Mit Ausnahme der A-36, einer mit Luftbremsen modifizierten North American P-51, setzten die United States Army Air Forces und Royal Air Force keine spezialisierten Flugzeuge zur Luftnahunterstützung ein. Stattdessen übernahmen Kampfflugzeuge und Jagdbomber wie die Republic P-47 derartige Aufgaben.

Befehlskette für CAS

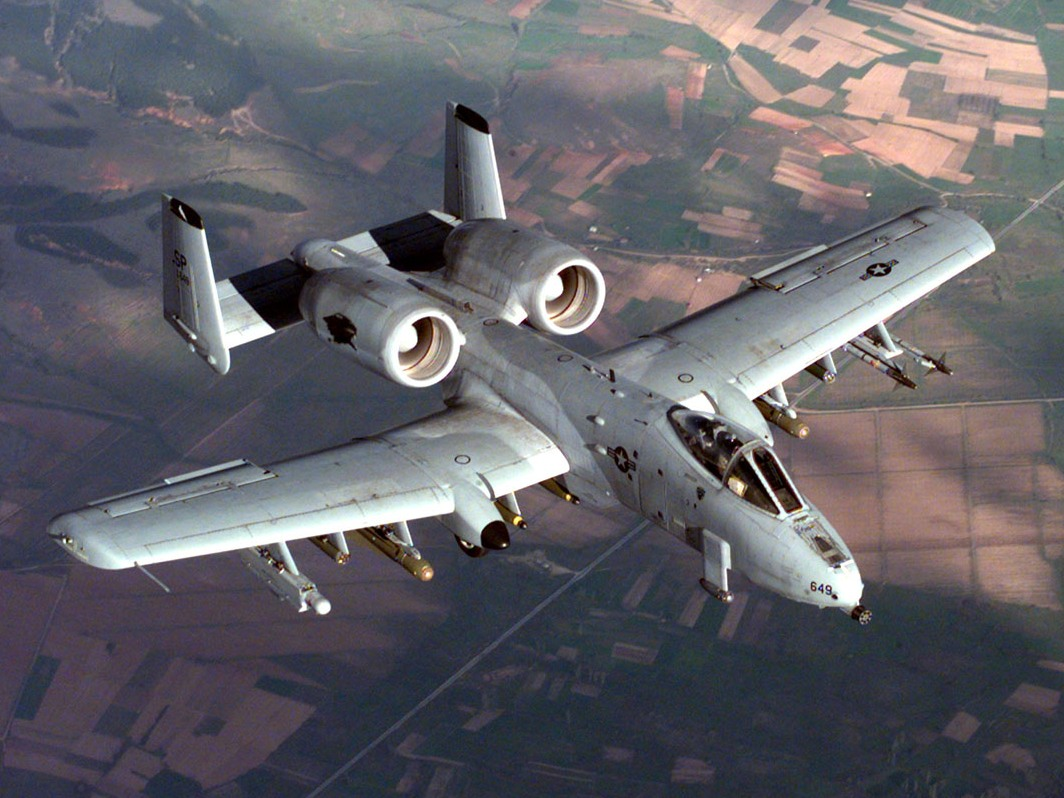
Die A-10, ein klassisches Flugzeug für Gefechtsfeldabriegelung und Luftnahunterstützung

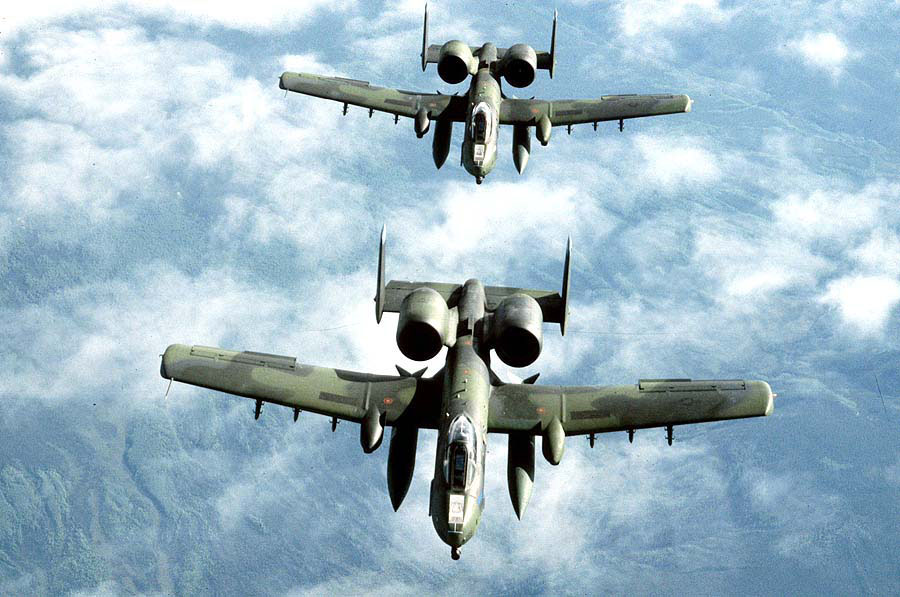
A-10 im Angriffsflug

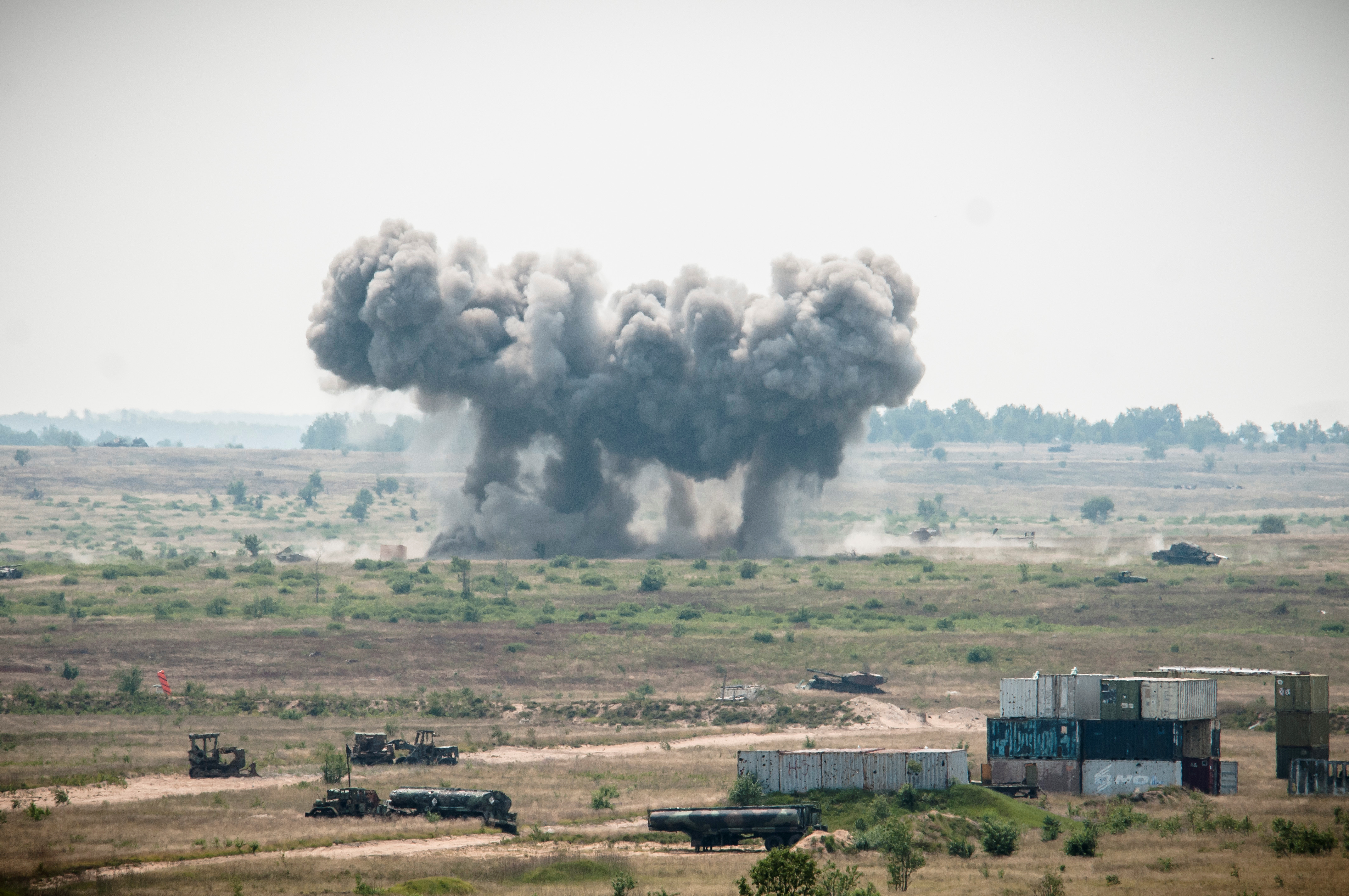
Bombenabwurf von A-10

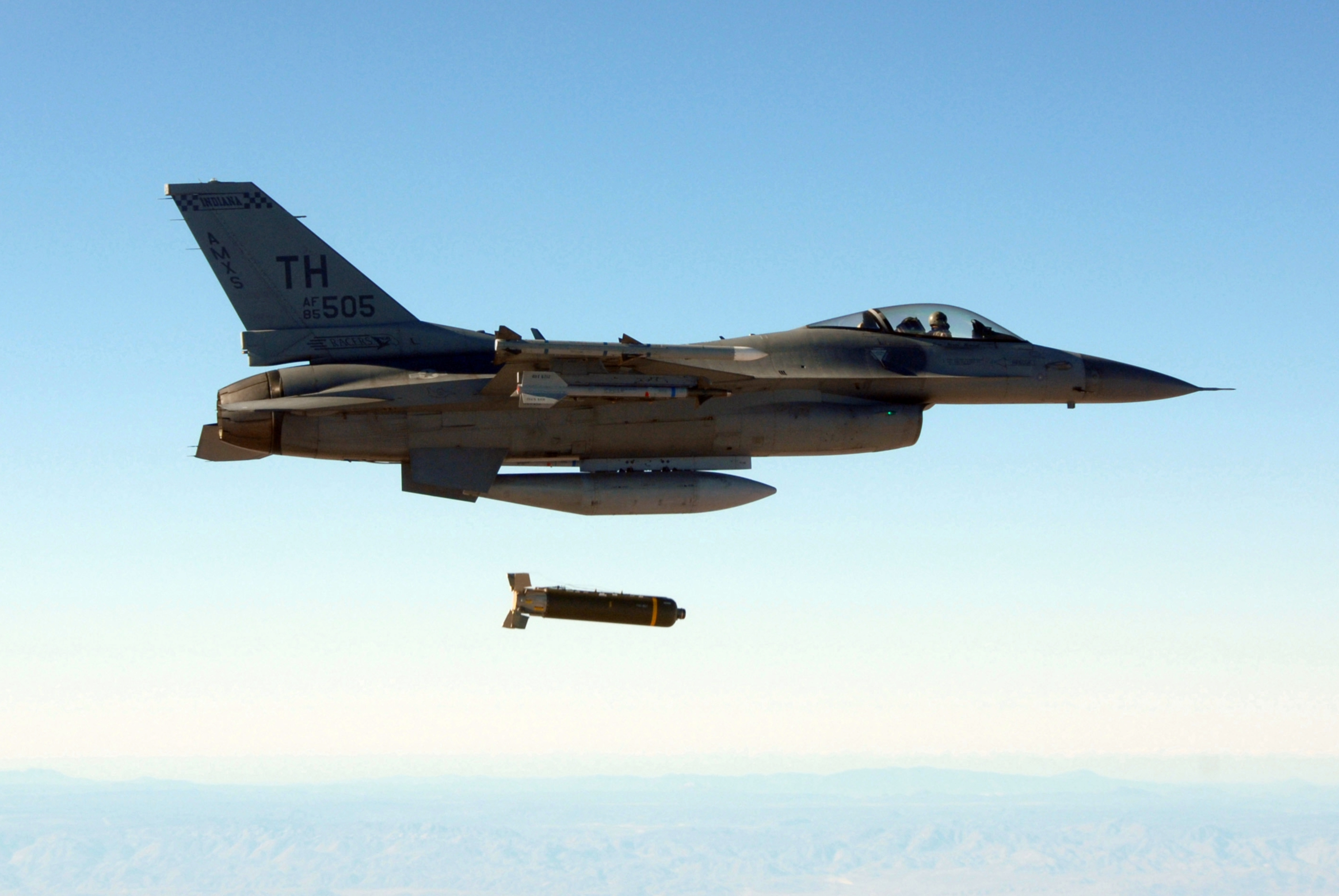
F-16 Kampfflugzeug wirft Clusterbombe ab

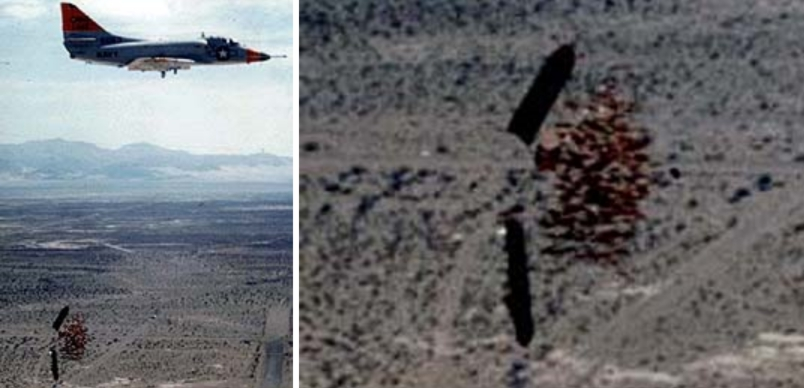
Rockeye-Clusterbombe

Napalmangriff

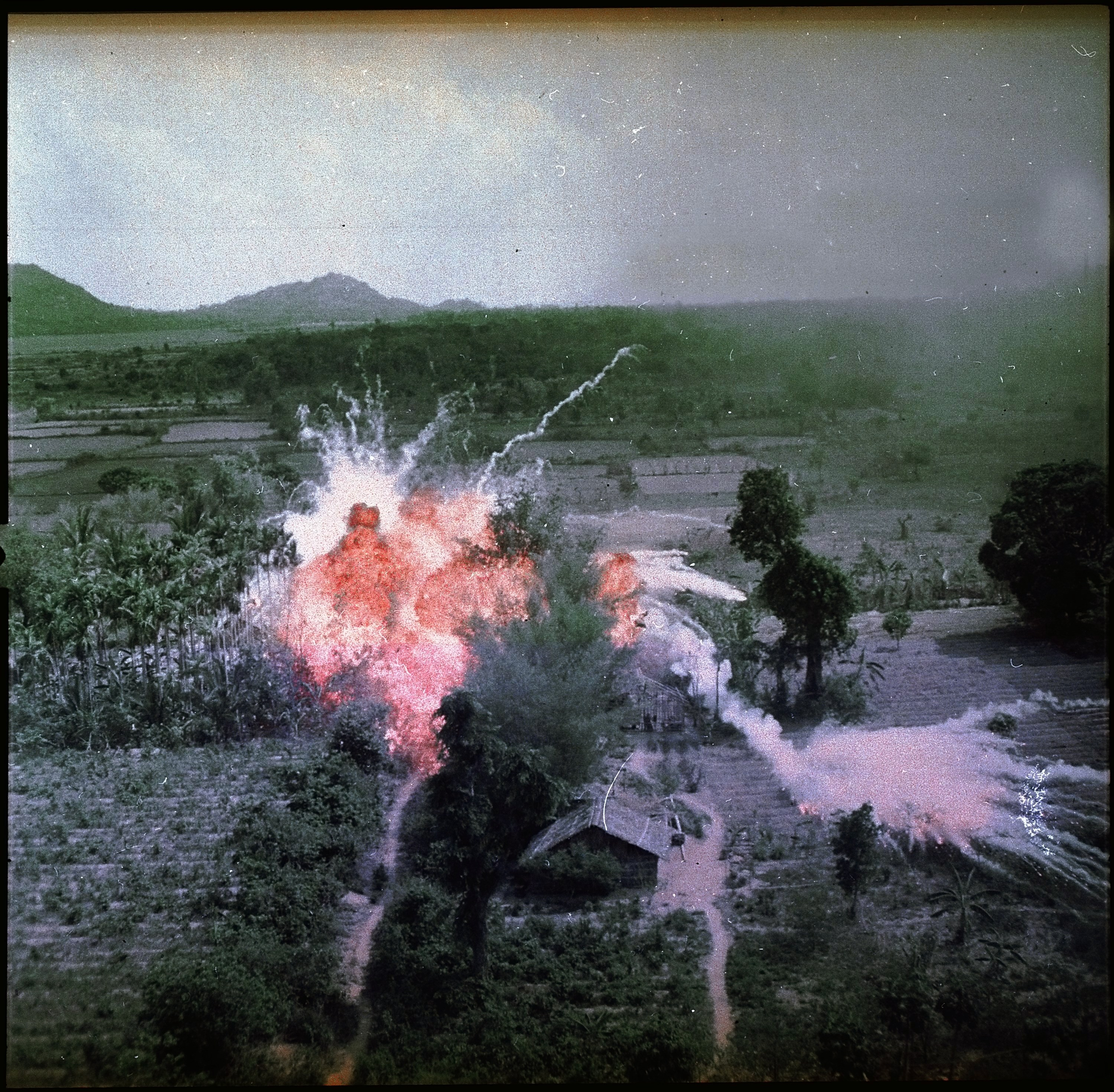
Napalmabwurf

### Nach 1945
In den 1960er und 70er Jahren wurden erstmals Militärhubschrauber für die Luftnahunterstützung eingesetzt. Obwohl Helikopter ursprünglich nur für die Selbstverteidigung bewaffnet waren und die abgesetzten Truppen zu schützen hatten, führte die Wichtigkeit genau dieser Aufgabe zur fortschreitenden Aufrüstung der Hubschrauber zu Gunships. Obwohl Drehflügler langsamer als Starrflügelflugzeuge und deutlich anfälliger für Beschuss durch Luftabwehr sind, können Hubschrauber im Gelände optimal Deckung beziehen und länger über dem Kampfgebiet verharren. Neu entwickelte Luft-Boden-Raketen vergrößerten die Effektivität und Kampfreichweite der Hubschrauber und befähigten diese erstmals zur Panzerbekämpfung, wie Erfahrungen aus dem Jom-Kippur-Krieg 1973 zeigten.
Im Vietnamkrieg entwickelte die United States Air Force für die Luftnahunterstützung sogenannte Gunships, zu Waffenträgern umgerüstete Transportflugzeuge. Das erste Flugzeug dieses Typs war die Douglas AC-47 Spooky, gefolgt von der Fairchild AC-119 Shadow und Stinger und der Lockheed AC-130H Spectre Gunship, welche auch im Irakkrieg und dem Krieg in Afghanistan im Einsatz waren.

#### Kalter Krieg
Im NATO-Heer, bzw. bei der Bundeswehr, sollten im Verteidigungsfall Luftschläge über den Fliegerleitoffizier (FAC: Forward Air Controller) aus dem Gefechtsstand der Kampftruppe oder aus einem Beobachtungspanzer in unmittelbarer Nähe auf dem Gefechtsfeld nach standardisiertem Sprechfunkverfahren angefordert werden. Die FACs (ein unterstellter FAC pro Kampftruppen-Bataillon) gehörten dem Fliegerleittrupp, der Tactical Air Control Party (TACP), an. Ein Fliegerleittrupp bestand aus FAC, Sprechfunker und einem Kraftfahrer für den Fliegerleitpanzer. Luftnahunterstützung bezog sich auf die unmittelbare Nähe der eigenen Truppen in einer Tiefe bis 25 km, an der auch sogenannte Ground Liaison Officers (GLO) beteiligt waren. Die GLO hatten u. a. die Aufgabe, die Luftwaffe mit den schnell wechselnden Lagen der Bodentruppen zu versorgen.
Die Befehlskette unterschied sich nach:
1. 1. Vorgeplante Einsätze (Preplanned Missions)[2]. Dazu gehörten Lufteinsätze, die ca. sechs Stunden nach Anforderung eines Luftschlages, erfolgen. Über Funk werden auf dem Dienstweg vom FAC oder direkt vom Truppenführer der Kampftruppe Anforderung an den Air Liaison Officer  (ALO) der Brigade (Verbindungsoffizier zwischen Heer und Luftwaffe) gestellt und von diesem nach Prüfung auf Durchführbarkeit an den ALO der Division weitergegeben. Der ALO der Division, dessen Befehlsstand sich auf einem M 113 Fliegerleitpanzer mit der entsprechenden Funkausstattung befand und der der Zelle Luftwaffe der Feuerunterstützungszentrale des Divisionsgefechtsstandes angehörte, leitet die Meldung per Funk oder Drahtleitung[3] an das übergeordnete Air Support Operations Center (ASOC)[4] des Korps weiter und dieser letztendlich an das Combined Air Operations Centre (CAOC). Das CAOC war ein multinational besetzter Gefechtsstand der NATO zur Führung von Luftstreitkräften, die ihnen zugeordnet waren. Ihre Aufgaben waren die Planung, Führung und Beauftragung von offensiven, defensiven und unterstützenden Luftoperationen. Dem CAOC waren das Air Tactical Operations Centre (ATOC) für die Führung von Kampfflugzeugen eines unterstellten Jagdbombergeschwaders sowie das Air Defence Operations Centre (ADOC)[5] für bodengebundene Flugabwehrraketenverbände (z. B. MIM-23 HAWK und MIM-14/14A/14B Nike-Flugabwehrraketen) unterstellt. Die Gefechtsstände für Luftangriffs- und Luftverteidigungskräfte wurden bis Anfang der 1980er Jahre voneinander getrennt betrieben.

Ein Luftschlag erfolgt nach schriftlicher Beauftragung durch den Air Tasking Order. Das CAOC überwacht die Luftoperationen und greift bei Bedarf in laufende Missionen ein. Es ergeht die Mission an die beauftragte Fliegerstaffel: Bekämpfung von Ziel bzw. Alternativziel und anschließender Rückflug.
1. 2. Soforteinsätze (Immediate Missions)[9] Diese haben einen Einsatz bei einer Vorwarnzeit von etwa zehn bis 30 Minuten nach Anforderung vorgesehen. Hierbei überspringt der FAC den ALO von Brigade und Division (beide Parteien hören den taktischen Funkverkehr jedoch mit) und geht mit seiner Anforderung direkt an das Air Operations Coordination Centre (AOCC), welches den Luftschlag ausführen lässt.

#### Interaktionen zwischen FAC und CAS-Kampfflugzeug
Kenngrößen für CAS-Luftschlag
- Kampfflugzeug Typ
- Kampfflugzeug Anzahl
- Einsatznummer (Package #)
- Bewaffnung
- Einsatzzeit („Playtime“) – treibstoffabhängig
- Abbruch-Codierung (Abort Code)

Kampfgespräch zwischen FAC und CAS-Kampfflugzeug
- CAS-1: „KNIGHT 1, authenticate ALPHA ECHO.“
- FAC: „KNIGHT 1, comes back PAPA, authenticate ROMEO ALPHA. Authentisierungsprozess eines neuen Teilnehmers im Funkkreis[10].“
- FAC: „Standby for CAS request. – Bereithalten für CAS-Anforderung.“
- CAS-1 (KNIGHT 1):  „Ingressing to target. – Annäherung an das Zielgebiet – Gefechtsfeld, in dem der Luftschlag zu erfolgen hat.“
- CAS-1 (KNIGHT 1): „Inbound to attack, 30 secs, Out. – Angriff beginnt in 30 Sekunden, Ende.“
- CAS-1 (KNIGHT 1): „Dash #1 is in the POP[11]“
- FAC: „Roger, Cleared hot. – Ziel freigegeben.“
- CAS-1 (KNIGHT 1): „Request Fire Mission, Over. – Erbitte Feuerbefehl, Ende.“
- FAC: „Roger Fire Mission Request, Out. – Feuerbefehl.“
- FAC: „Roger, Fire for Effect, Out. – Wirkungsfeuer.“
- CAS-1 (KNIGHT 1): „Shot, Over. Feuer, Ende. Beobachtung der Flugbahn des Geschosses.“
- CAS-1 (KNIGHT 1): „Splash, Over. – Detonation. Trefferbeobachtung des Geschosses.“
- CAS-1 (KNIGHT 1): „Egressing from target, I am Winchester/All ordinance released/Guns are dry. – Fliege aus dem Zielgebiet heraus. Waffenanlage ausgelöst.“
- FAC:  „End of mission, Out. Ende der Kampfmission.“

Angriffsarten (Tiefangriff)
- Angriff mit ungelenkten Raketen
- Lenkflugkörperangriff (Missiles), smart bombs
- laserzielsuchender Gleitbombenangriff
- Streu-/Clusterbombenangriff
- Dispenser-Tiefstangriff (Kleinbombe. 1.000 Bomblets mit Splitter- und Hohlladungswirkung)
- Napalm-Bombenangriff
- (Fallschirm)-Bremsbombenangriff
- Luftangriff mit Bordkanonen

## Eingesetzte Luftfahrzeuge

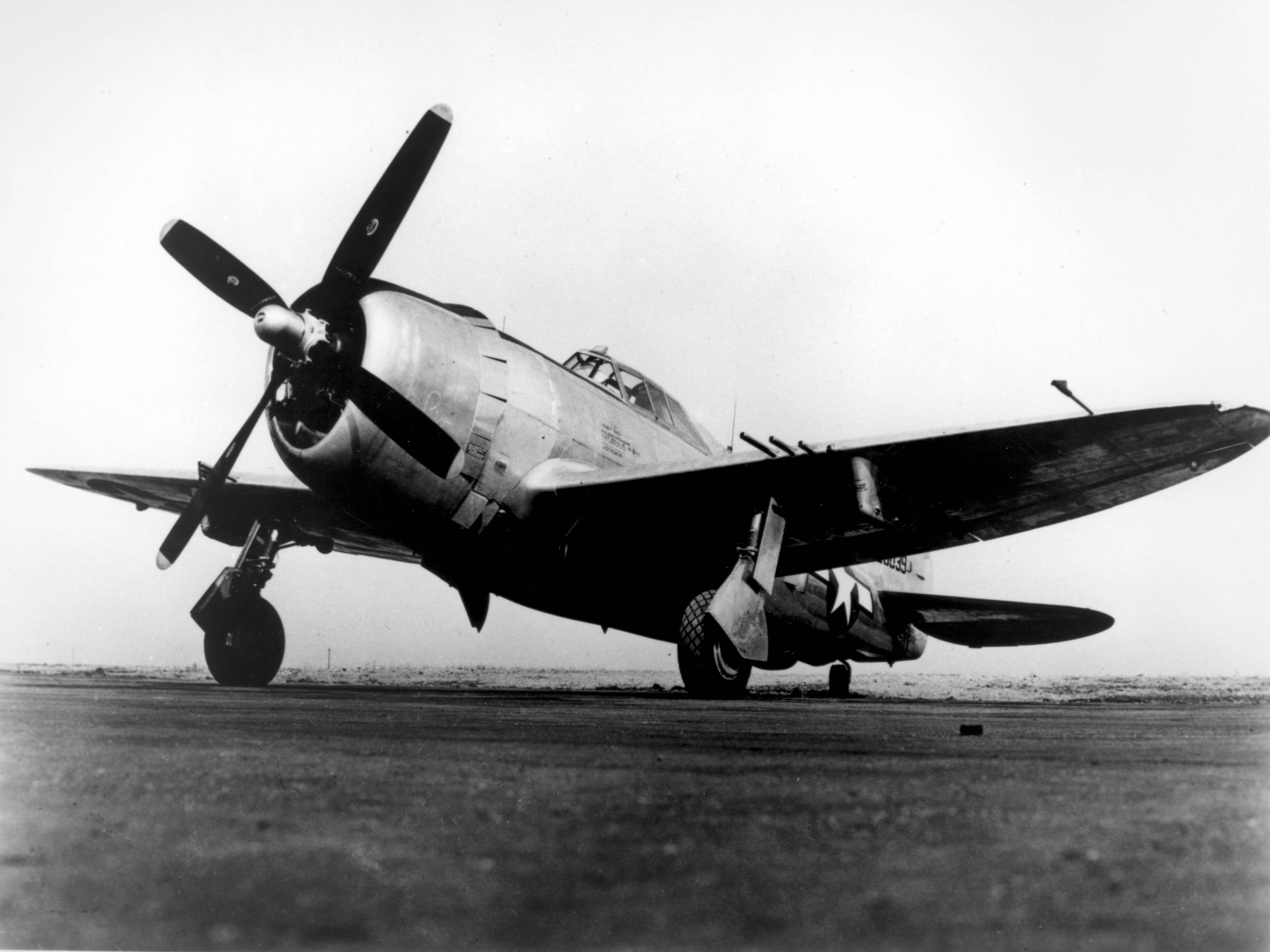
Republic P-47

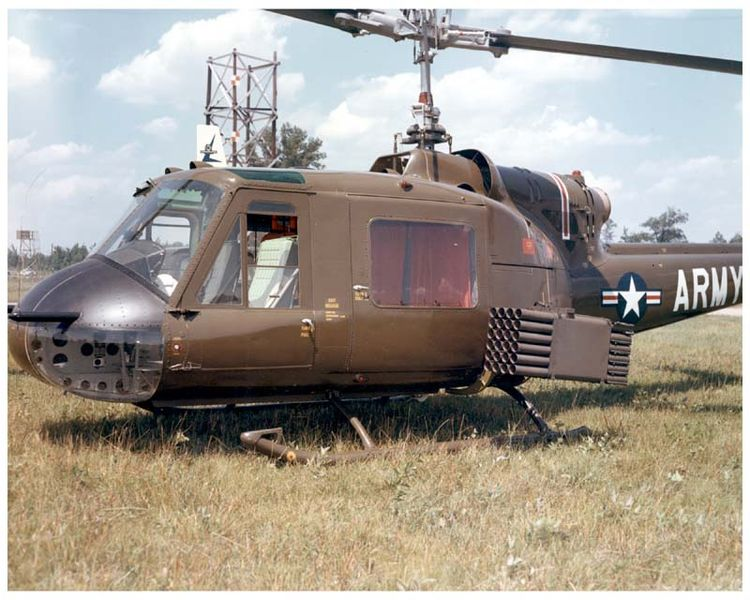
UH-1B Aerial Rocket Artillery

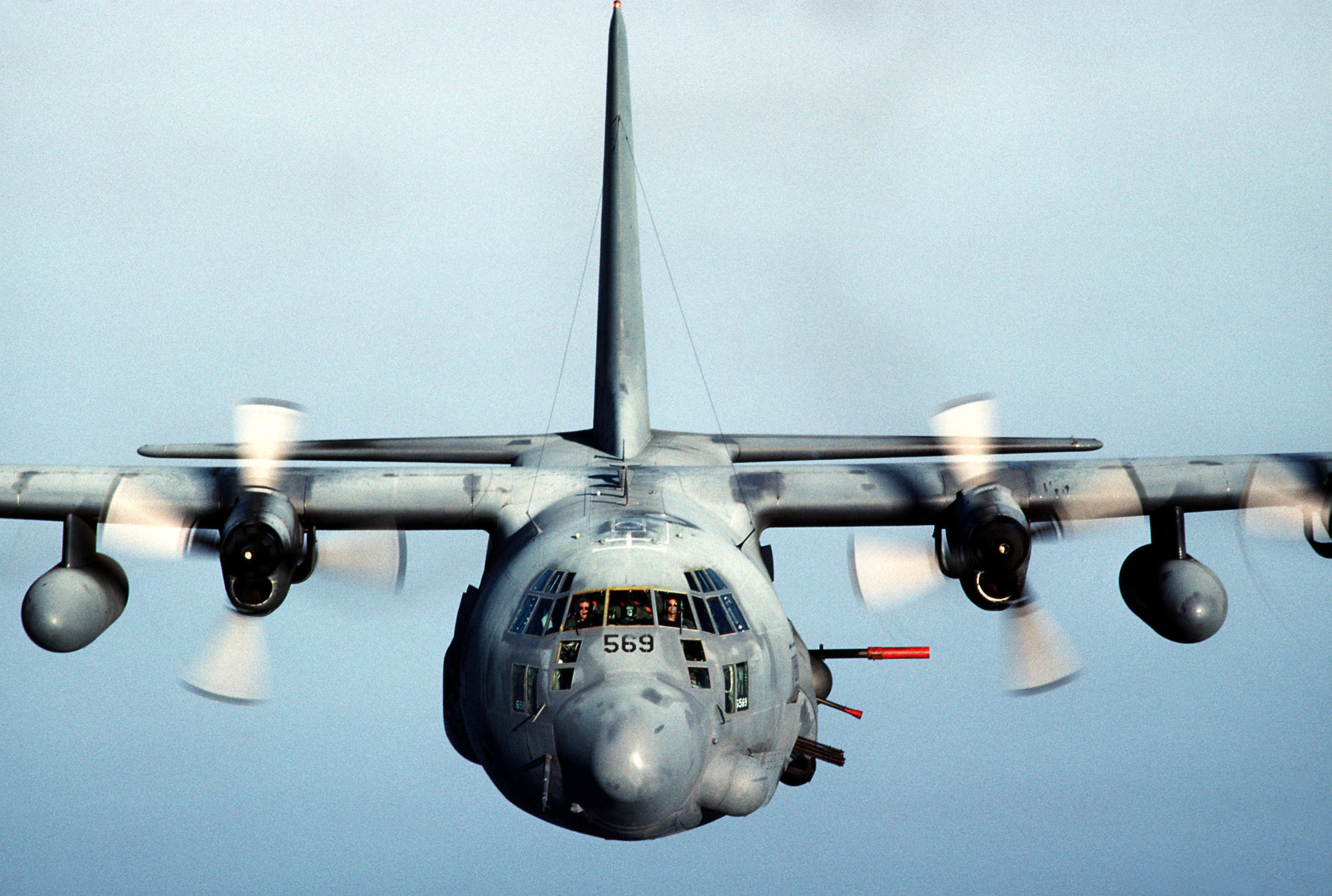
AC-130H Spectre Gunship

Verschiedene Luftfahrzeuge sind für eine Luftnahunterstützung geeignet. Militärhubschrauber sind oft direkt in Bodenoperationen eingebunden, so dass die meisten Streitkräfte ihre Hubschraubereinheiten direkt in das Heer eingliedern. Jagdbomber und Erdkampfflugzeuge setzen Raketen, Bomben und Maschinengewehrfeuer gegen Bodenziele ein.
Eines der bekanntesten Flugzeuge ist die Fairchild Republic A-10 Warthog.
Im Zweiten Weltkrieg wurden bei der Luftwaffe anfangs vorwiegend Sturzkampfflugzeuge für die Luftnahunterstützung eingesetzt. Der Sturzflug ermöglichte eine größere Zielgenauigkeit als Flächenbombardements und erschwerte der Luftabwehr die Zielverfolgung. Die Junkers Ju 87 ist ein für diesen Zweck entwickeltes Flugzeug. Der Tiefdecker war an seinem Fahrwerk mit einer fahrtwindgetriebenen Sirene ausgestattet, um den psychologischen Effekt zu verstärken.
In den 1960er und 70er Jahren wurden erstmals neben zu Waffenträgern umgerüsteten Transportflugzeugen auch Militärhubschrauber für die Luftnahunterstützung eingesetzt. Obwohl Helikopter ursprünglich nur für die Selbstverteidigung bewaffnet waren und die abgesetzten Truppen zu schützen hatten, führte die Wichtigkeit genau dieser Aufgabe zur fortschreitenden Aufrüstung auch der Hubschrauber zu Gunships. Obwohl Drehflügler langsamer als Starrflügelflugzeuge und deutlich anfälliger für Beschuss durch Luftabwehr sind, können Hubschrauber im Gelände optimal Deckung beziehen und länger über dem Kampfgebiet verharren. Neu entwickelte Luft-Boden-Raketen vergrößerten die Effektivität und Kampfreichweite der Hubschrauber und befähigten diese erstmals zur Panzerbekämpfung, wie Erfahrungen aus dem Jom-Kippur-Krieg 1973 zeigten.
In den Vereinigten Staaten entstand das gepanzerte Schlachtflugzeug A-10 („Warzenschwein“). Die europäischen NATO-Staaten bauten eine Reihe von sehr ähnlichen Erdkampfflugzeugen, Deutschland und Frankreich setzten auf den Alpha Jet, Großbritannien auf den BAE Hawk. Das sowjetische Gegenstück war die Su-25. Das Schlachtflugzeug verlor aber in dem Maß an Bedeutung, je mehr Kampfhubschrauber ihre Überlebensfähigkeit und größere Wendigkeit im Einsatz unter Beweis stellten. Auch der Jagdbomber konnte mittels präzisionsgelenkter Munition einen Teil der Aufgaben des klassischen Erdkampfflugzeuges übernehmen. Heute werden zudem Mehrzweckkampfflugzeuge verwendet, welche das gesamte Leistungsspektrum moderner Kampfflugzeuge abdecken und somit auch die speziellen Schlachtflugzeuge verdrängen.
Trotzdem zeigten auch jüngste Konflikte den Bedarf für speziell für die Luftnahunterstützung geeignete Kampfflugzeuge. So möchten die Vereinigten Staaten ihre A-10-Flotte bis mindestens 2028 in Dienst halten und unterzogen ihre Flugzeuge von 2007 bis 2011 einer komplexen Überholung. Russland hat die Su-25 an über 13 Länder verkauft und zur Su-39 weiterentwickelt. Vermehrt werden auch wieder kostengünstige und einfach zu betreibende Luftfahrzeuge mit Propellertriebwerk wie die A-29 Embraer EMB 314 zum Einsatz gebracht.